# 九龍巴士276B線
九龍巴士276B線是香港新界的一條日間巴士路線，來往天水圍（天富）及彩園，途經天水圍北、天水圍東、落馬洲轉車站、上水站等地區。
本路線特別繞經落馬洲轉車站，方便天水圍北及北區居民接駁皇巴士來往皇崗口岸。

## 歷史
- 2004年7月4日：路線因應276A改路及縮減服務範圍而開辦，初時來往天恆邨及太平邨。
- 2005年2月28日：天水圍總站遷往天富苑，來回程繞經香港濕地公園。
- 2006年11月18日：北區總站與73互調，遷往彩園邨，來回程仍繞經上水站。
- 2010年5月24日：配合天富巴士總站往天華路路口的改善工程完成，來回程改經天瑞路（天恩邨）及T Town一段的天華路，不經天秀路[7][8]。
- 2015年6月27日：增設到站時間預報。[9]
- 2022年8月29日：往彩園方向增設天葵路「慧景軒」站[10]。
- 2022年10月31日：星期一至五往上水之頭班車開出時間提早至05:10[11]。

## 服務時間及班次
| 天水圍（天富）開 | 天水圍（天富）開 | 天水圍（天富）開 | 彩園開           | 彩園開       | 彩園開       |
| 日期             | 服務時間         | 班次（分鐘）     | 日期             | 服務時間     | 班次（分鐘） |
| ---------------- | ---------------- | ---------------- | ---------------- | ------------ | ------------ |
| 星期一至五       | 05:10            | 05:10            | 星期一至五       | 06:10、06:35 | 06:10、06:35 |
| 星期一至五       | 05:30-07:15      | 15               | 星期一至五       | 06:50-07:10  | 10           |
| 星期一至五       | 07:27、07:40     | 07:27、07:40     | 星期一至五       | 07:30        | 07:30        |
| 星期一至五       | 07:55-18:35      | 20               | 星期一至五       | 07:55-17:15  | 20           |
| 星期一至五       | 18:35-00:00      | 25               | 星期一至五       | 17:15-17:30  | 15           |
|                  |                  |                  | 星期一至五       | 17:30-18:30  | 12           |
| 18:30-00:50      | 20               |                  | 星期一至五       |              |              |
| 星期六           | 05:15            | 05:15            | 星期六           | 06:10-00:50  | 20           |
| 星期六           | 05:30-19:50      | 20               |                  |              |              |
| 星期六           | 19:50-00:00      | 25               |                  |              |              |
| 星期日及公眾假期 | 05:15-08:35      | 25               | 星期日及公眾假期 | 06:10-09:55  | 25           |
| 星期日及公眾假期 | 08:35-18:35      | 20               | 星期日及公眾假期 | 09:55-21:55  | 20           |
| 星期日及公眾假期 | 18:35-00:00      | 25               | 星期日及公眾假期 | 21:55-00:50  | 25           |

## 收費
全程：$10.5
- 天富往天慈邨或之前：$5.1
- 天耀邨耀豐樓往天富：$5.1

| - 本線設有12歲以下小童及65歲或以上長者半價優惠。 - 65歲或以上香港居民使用「樂悠咭」，以及12歲以下合資格殘疾兒童使用「殘疾人士身份」個人八達通繳付車資，均可享有每程$2.0或半價（以較低者為準）的票價優惠；12至64歲合資格殘疾人士使用「殘疾人士身份」個人八達通（包括「樂悠咭」），以及60至64歲香港居民使用「樂悠咭」繳付車資，均可享有每程$2.0或全費（以較低者為準）的票價優惠。 - 65歲或以上長者如使用長者或一般個人八達通繳付車資，則只可享有半價優惠；12至64歲合資格殘疾人士如不使用「殘疾人士身份」個人八達通，以及60至64歲人士如不使用「樂悠咭」繳付車資，必須繳付全費。 - 乘客可以現金或八達通於上車時付款，不設找續。 - 每位成人乘客可免費攜帶最多兩名4歲以下而不佔座位的兒童乘客乘車，超額之4歲以下小童必須繳付小童車費乘車。 - 持有「九巴月票」之乘客在車票有效期內，每日可享最多10程任何九龍巴士及龍運巴士路線（包括本路線，以及聯營路線的九龍巴士／龍運巴士提供的班次；惟乘搭機場「A」及「NA」線則可享原價二七折優惠（不會計算每天10次合資格車程））；而B1線則每日可享最多各2程（不會計算每天10次合資格車程）。 - 九龍巴士、城巴、龍運巴士及陽光巴士全職員工及家屬（不包括外判職員）可免費乘搭本路線，惟必須拍職員或職員家屬八達通。 - 乘客亦可透過多元化電子支付系統（e度嘟）繳付車資，包括使用非接觸式VISA卡、JCB卡、萬事達卡、銀聯卡、美國運通、大來國際、Discover Card、Apple Pay、Google Pay、Samsung Pay、AlipayHK「易乘碼」、支付寶、WeChatHK／微信支付「搭車碼」、銀聯雲閃付「乘車碼」及BOC Pay「乘車碼」。乘客使用此付款方式，使用此支付方式的乘客可享有中途下車之分段收費，以及與其他九巴／龍運獨營路線或聯營線九巴／龍運班次之轉乘優惠，惟不適用於與非九巴／龍運路線之轉乘優惠，亦不能享有「公共交通費用補貼計劃」及「長者及合資格殘疾人士公共交通票價優惠計劃」。 - 帶粗體字者為雙向分段收費，乘客必須使用八達通（九巴月票除外）上車拍卡繳費，並於下車前後於指定巴士站裝設拍卡機確認八達通，方可享有分段收費優惠。 |

### 八達通轉乘優惠
乘客登上本線後150分鐘內以同一張八達通卡轉乘以下路線，或從以下路線登車後150分鐘內以同一張八達通卡轉乘本線，次程可獲車資折扣優惠：
276B←→70K、273A
- 276B往彩園 → 70K或273A往華明，次程車資全免
- 70K往清河或273A往彩園 → 276B往天富，回贈首程車資

276B←→78K、79K，次程可獲$4.2折扣優惠
- 276B往彩園 → 78K往沙頭角或79K往打鼓嶺
- 78K或79K往上水 → 276B往天富

276B←→B1
- 276B往彩園 → B1往落馬洲，回贈首程車資
- B1往天水圍 → 276B往天富，次程車資全免

276B←→W3
- 276B往彩園 → W3往西九龍站，兩程合共12.7
- W3往上水→ 276B往天富，次程減9.2

## 使用車輛
由2009年12月28日起，本線調走其中一輛丹尼士三叉戟10.6米巴士（ATS119／KM455），改派全新落地、配置Salvador Caetano車身及歐盟四型廢氣排放標準引擎的第二代斯堪尼亞K230UB 12米單層低地台空調巴士（ASC19／PB2225），為本線首次引入單層空調巴士，亦證明本線的客量並不高，需要節省資源；但該字軌車由2010年8月16日起被調走，改派一輛富豪B7RLE 12米單層低地台空調巴士（AVC33／PJ7262）取代，到2013年8月4日起該車被調往九龍巴士68E線。
由2012年11月19日起，本線引入一輛全新落地的亞歷山大丹尼士Enviro 400 10.5米（ATSE6／RT4699）替代一部丹尼士三叉戟10.6米（ATS20／JK1534），八天後（2012年11月27日）再換入3輛同款巴士（ATSE7／RT6679、ATSE8／RT6816、ATSE9／RT7109）替代3輛富豪超級奧林比安10.6米巴士（ASV39／KA9153、ASV42／KA9608、ASV99／LV1012），四天後（2012年12月1日）再換入3輛同款巴士（ATSE11／RT8611、ATSE12／RT9558、ATSE13／RT9886）替代2輛富豪超級奧林比安10.6米（ASV36／KA8625、ASV76／LR1187）及1輛丹尼士三叉戟10.6米（ATS130／KP4228），為北區巴士路線中首條引入該車款作掛牌的路線，亦為全港第四條引入此車型的九巴路線（首三條為606、63X及269B線）。 
本線名義上沒有固定用車，但實際上固定用車則由276A線（字軌為50-56、S50）抽調7輛車輛行走。
現時本線與276A線合共獲派27輛亞歷山大丹尼士Enviro 500 MMC 12米 (ATENU) 雙層低地台空調巴士。
| 車隊編號  | 車牌   |
| --------- | ------ |
| ATENU3    | SA3262 |
| ATENU28   | SC1708 |
| ATENU41   | SC8112 |
| ATENU48   | SD4778 |
| ATENU59   | SE 304 |
| ATENU67   | SE3711 |
| ATENU139  | SH6188 |
| ATENU178  | SJ6871 |
| ATENU186  | SK 321 |
| ATENU193  | SK2093 |
| ATENU199  | SK4742 |
| ATENU220  | SL1339 |
| ATENU221  | SL2339 |
| ATENU222  | SL3783 |
| ATENU226  | SL3213 |
| ATENU228  | SL4037 |
| ATENU231  | SL4279 |
| ATENU233  | SL6083 |
| ATENU234  | SL6224 |
| ATENU236  | SL7615 |
| ATENU242  | SL7969 |
| ATENU1034 | UC6596 |
| ATENU1038 | UC6739 |
| ATENU1044 | UC9081 |
| ATENU1051 | UD2376 |
| ATENU1056 | UD2066 |
| ATENU1233 | UU3009 |

## 行車路線

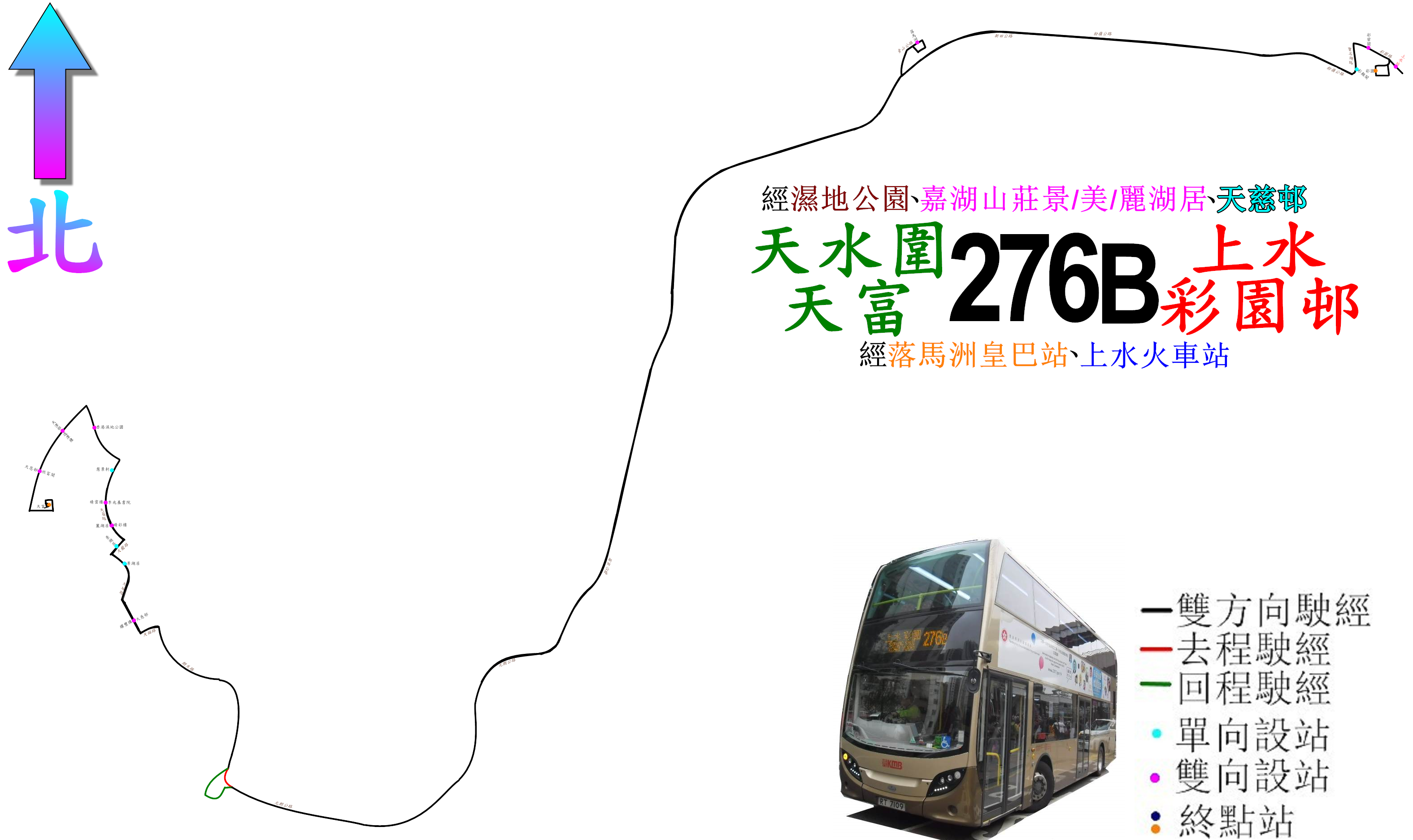
276B線的走線圖

天水圍（天富）開經：天華路、天瑞路、濕地公園路、天葵路、天龍路、天城路、天福路、朗天路、唐人新村交匯處、元朗公路、新田公路、新田交匯處、青山公路—洲頭段、新田公共運輸交匯處、青山公路—洲頭段、新田交匯處、粉嶺公路、寶石湖路、彩園路、迴旋處、彩園路及彩園邨通道。
上水（彩園）開經：彩園邨通道、彩園路、迴旋處、彩園路、寶石湖路、粉嶺公路、新田交匯處、青山公路—洲頭段、新田交匯處、新田公路、元朗公路、唐人新村交匯處、朗天路、天福路、天城路、天龍路、天葵路、濕地公園路、天瑞路及天華路。
具體停站請參考資訊框